# Manden fra dybet
|  | Denne artikel er oprettet af botten PalnaBot ud fra en ekstern database. Den kan derfor have sproglige fejl eller mangler. Denne skabelon kan fjernes efter kontrol af indholdet. |

Manden fra dybet er en kortfilm fra 1997 instrueret af Martin Hagbjer efter manuskript af Ola Saltin.